# Elvange-lès-Burmerange
Elvange-lès-Burmerange är en ort i Luxemburg.   Den ligger i distriktet Grevenmacher, i den södra delen av landet, 18 kilometer sydost om huvudstaden Luxemburg. Elvange-lès-Burmerange ligger 263 meter över havet och antalet invånare är 713.
Terrängen runt Elvange-lès-Burmerange är platt åt nordväst, men åt sydost är den kuperad.  Runt Elvange-lès-Burmerange är det ganska tätbefolkat, med 214 invånare per kvadratkilometer.. Närmaste större samhälle är Luxemburg, 17,9 kilometer nordväst om Elvange-lès-Burmerange. 
Trakten runt Elvange-lès-Burmerange består till största delen av jordbruksmark.